# Turaco-de-crista-vermelha
O turaco-de-crista-vermelha (Tauraco erythrolophus) é uma ave frugívora endémica de Angola. Pertence ao género Tauraco e à família dos Musofagídeos. O som emitido por esta ave é idêntico ao do macaco da floresta. Espécie restrita às áreas montanhosas do leste de Angola. Não ocorre em mais nenhum outro país. 

## Características
Não há apreciável dimorfismo sexual nesta espécie, o que significa que entre machos e fêmeas não há diferença no tamanho e na cor.
Tem na cabeça uma crista vermelha emplumada como uma coroa, que lhe dá o nome. Conta, ainda, com um bico amarelo de narinas arredondadas. A cor básica da plumagem é verde metálico e azul, destacando-se ainda pelas faces brancas e pela cauda azul, com matizes arroxeados. Devido à sua plumagem, é muito difícil de avistar por entre as árvores. Pode chegar até aos 43 centímetros de comprimento.

## Hábitos
O turaco-de-crista-vermelha vive sobretudo na copa das árvores e raramente desce. Ele é um excelente trepador e vive entre as árvores. A sua dieta consiste em frutos, bagas, sementes, caracóis e insectos.
Durante a corte, ele aponta a crista de forma dinâmica e eriça as penas. Normalmente vive como casal, raramente como uma pequena aliança familiar. Em caso de perigo, mantém-se imóvel e foge na oportunidade mais favorável.

## Reprodução
A ninho é composto por dois ovos e é construído nos ramos densos. Ambos os pais chocam os ovos que eclodem ao fim de três semanas. Após quatro semanas, os jovens deixam o ninho.

## Ave nacional
O turaco-de-crista-vermelha é a ave nacional de Angola.